# Danmarks Pædagogiske Universitet
Danmarks Pædagogiske Universitetsskole, zkratka DPU, je pedagogická vysoká škola, která se nachází v Kodani. Vznikla v červenci 2000 sloučením čtyř vzdělávacích a výzkumných institucí.
V roce 2007 na ní studovalo přibližně 4 000 studentů.